# Huldigingskruis van het Leger
Het Huldigingskruis van het Leger, (Duits: "Armee-Huldigungskreuz") werd op 2 december 1908 in de troonzaal van de Hofburg door het Oostenrijkse leger aangeboden aan Keizer Frans Jozef I van Oostenrijk. De onderscheiding was op initiatief van het opperbevel door Prof. Rudolf Marschall ontworpen. Er werd slechts één kruis vervaardigd.
Het Leopoldskruis is van gedeeltelijk geëmailleerd platina en werd met diamanten en robijnen ingelegd. De armen zijn recht afgesneden. In het midden staat het jaartal "1908" in diamanten op een rode achtergrond. Daaromheen is een platina lauwerkrans gelegd. De armen van het kruis zijn met diamanten bezet en dragen in rood email de woorden "EXCERCITVS VNIVERSVS", Latijn voor "namens de gehele krijgsmacht".
Als verhoging is een rudolfinische keizerskroon gekozen. Ook de kroon is met diamanten, robijnen en rood email versierd. Tussen kroon en kruis bevinden zich twee gekruiste zwaarden van platina, voorzien van met robijnen versierde gevesten en pareerstangen.
Op de keerzijde staat in het centrale medaillon "FRANCISCO JOSEPHO IMPERATORI REGI DOMINIO NOSTRO HOC FIDEI PERPETVA SIGNVM".
Het kruis is, inclusief kroon, 79 millimeter hoog en 66 millimeter breed.
Voor zover bekend heeft Frans Jozef het kruis nooit gedragen. Het wordt bewaard in de Weense wereldlijke schatkamer.